# Vårgårda
Vårgårda er et byområde i Vårgårda kommun i Västra Götalands län i Sverige. I 2010 var indbyggertallet 5 133.